# 아헤른

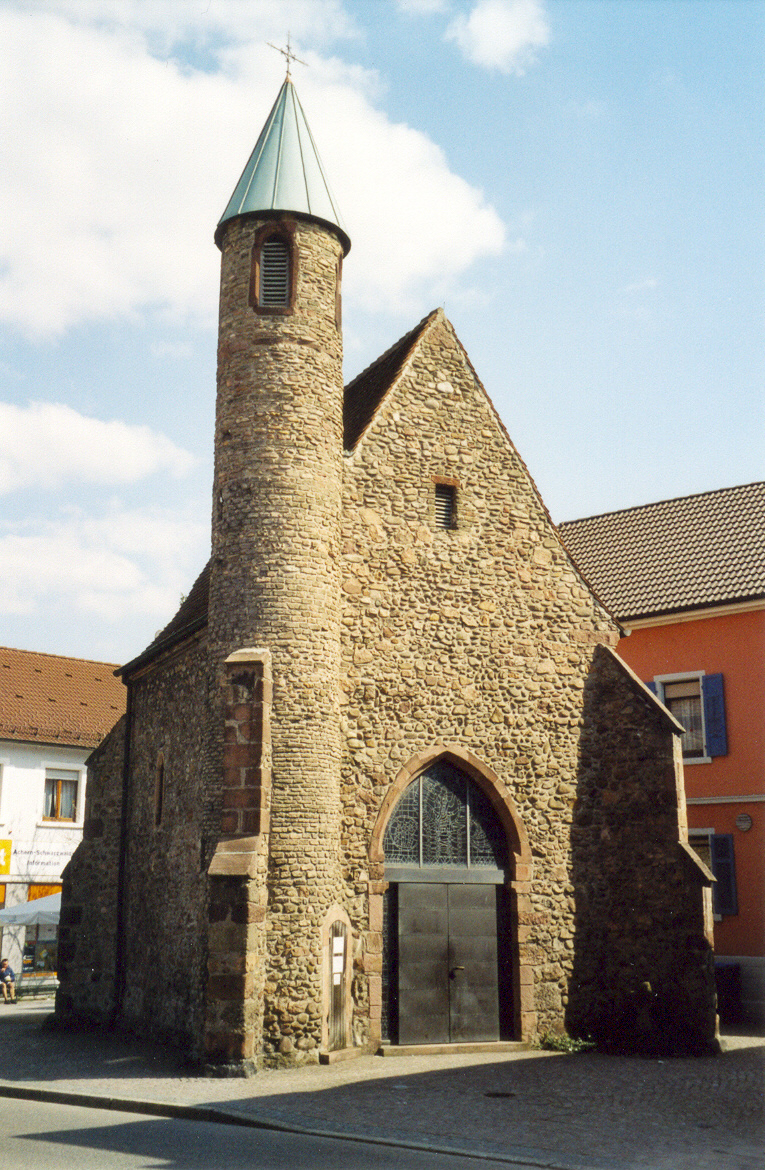
아헤른

아헤른(독일어: Achern)은 독일 바덴뷔르템베르크주에 위치한 도시로 면적은 65.24km2, 높이는 142m, 인구는 25,018명(2015년 12월 31일 기준), 인구 밀도는 380명/km2이다. 슈바르츠발트의 북쪽과 접하며 바덴바덴에서 남서쪽으로 약 18km, 오펜부르크에서 북동쪽으로 약 19km 정도 떨어진 곳에 위치한다.

시 문장